# Macas (Equador)
Macas é uma cidade do Equador , capital da província de Morona-Santiago ,Cantão de Morona,tem cerca de 18.984 habitantes em 2010.Sua localização a sudeste do Equador,estar numa distancia de 347 Km da capital Quito e em uma altitude de 1.020 m acima do nível do mar.